# ليزوكروم
الليزوكروم (بالإنجليزية: Lysochrome)‏ هو صبغة قابلة للذوبان تستخدم للتلوين الكيميائي للدهون، والتي تشمل الدهون الثلاثية والأحماض الدهنية والبروتينات الدهنية. تذوب الليزوكرومات مثل سودان الرابع في الدهون وتظهر كمناطق ملونة. لا تلتصق الصبغة بأي ركائز أخرى، لذلك يمكن الحصول على تقدير كمي أو مؤهل لوجود الدهون.
صاغ الاسم جون بيكر (عالم أحياء) في كتابه "مبادئ التقنية الدقيقة البيولوجية"، الذي نُشر عام 1958 من الكلمات اليونانية  lysis (محلول) وchroma (لون)